# Andrei Wiktorowitsch Seroschtan
Andrei Wiktorowitsch Seroschtan (russisch Андрей Викторович Сероштан; engl. Transkription: Andrey Seroshtan; * 28. September 1995) ist ein russischer Poolbillardspieler. Er wurde 2017 russischer Meister in der Disziplin 10-Ball.

## Karriere

### Einzel
2011 gewann Andrei Seroschtan bei der Schülereuropameisterschaft die Bronzemedaille im 10-Ball. Ende des Jahres gewann er seine beiden ersten Medaillen bei der russischen Meisterschaft der Herren, als er bei den Wettbewerben im 10-Ball und im 9-Ball das Halbfinale erreichte, dort jedoch gegen Ruslan Tschinachow beziehungsweise Witali Pawluchin ausschied. Bei der Junioren-EM 2012 wurde er nach einer 6:8-Finalniederlage gegen José Delgado Vizeeuropameister im 9-Ball. Ein Jahr später erreichte er in den Disziplinen 8-Ball und 9-Ball das Finale. Wenige Tage nachdem er das 8-Ball-Finale gegen Daniel Tångudd verloren hatte, wurde er im 9-Ball durch einen 8:2-Sieg gegen den Schweizer Daniel Schneider Junioreneuropameister. Bei der Juniorenweltmeisterschaft 2013 schied er in der Vorrunde aus.
Im Januar 2014 wurde Seroschtan beim Derby City Classic Neunter im Bankpool-Mini-Event. Beim Kremlin Cup 2014 erreichte er das Achtelfinale, in dem er gegen Ruslan Tschinachow ausschied. Im November 2014 erreichte er bei der russischen Meisterschaft, bei der er in den beiden vorangegangenen Jahren ohne Medaillengewinn geblieben war, das Halbfinale im 10-Ball und das Finale im 9-Ball. Beide Partien verlor er gegen Tschinachow. Wenige Tage später gelang ihm bei den Treviso Open erstmals der Einzug in die Finalrunde eines Euro-Tour-Turniers. Anschließend besiegte er Damianos Giallourakis und Stephan Cohen, bevor er im Viertelfinale mit 1:9 gegen den späteren Turniersieger Nick van den Berg ausschied. 2015 erreichte er beim Kremlin Cup das Achtelfinale und unterlag dem früheren Weltmeister Thorsten Hohmann nur knapp mit 7:8. Bei der russischen Meisterschaft 2015 wurde er Dritter im 14/1 endlos und nach einer 0:7-Finalniederlage gegen Marsel Safiullin Vizemeister im 8-Ball.
Anfang 2016 belegte Seroschtan beim World Chinese 8-Ball Masters den 49. Platz. Beim Derby City Classic 2016 wurde er Dritter im 9-Ball-Mini-Wettbewerb und Siebzehnter beim 9-Ball-Hauptevent. Im April 2016 nahm er erstmals an der Europameisterschaft teil und erreichte im 8-Ball das Achtelfinale, in dem er mit 6:8 gegen Niels Feijen ausschied. Bei den im Anschluss an die EM ausgetragenen Austrian Open unterlag er im Achtelfinale dem Polen Wiktor Zieliński. Im November 2016 erreichte er beim Kremlin Cup und bei den Treviso Open die Runde der letzten 32. Wenige Tage später gewann er bei der russischen Meisterschaft Bronze in den Disziplinen 14/1 endlos und 10-Ball sowie, nach Finalniederlagen gegen Ruslan Tschinachow, Silber in den Disziplinen 8-Ball und 9-Ball.
Beim World Chinese 8-Ball Masters 2017 belegte er den 25. Platz. Im März erreichte er bei der EM 2017 im 9-Ball die Runde der letzten 32, in der er Marcus Chamat unterlag. Bei den Austrian Open 2017 gelang ihm zum vierten Mal der Einzug in eine Euro-Tour-Finalrunde. Er musste sich jedoch im Sechzehntelfinale seinem Landsmann Konstantin Stepanow geschlagen geben. Bei seinen fünf weiteren Euro-Tour-Teilnahmen des Jahres schied er bereits in der Vorrunde aus, ebenso beim Kremlin Cup 2017. Im November 2017 gewann er bei der russischen Meisterschaft drei Medaillen. Nachdem er im 14/1 endlos Dritter geworden war, zog er beim 10-Ball-Wettbewerb zum fünften Mal ins Finale einer nationalen Meisterschaft ein. Im Endspiel besiegte er Fjodor Gorst mit 8:5 und wurde damit erstmals russischer Meister. Anschließend erreichte er auch im 9-Ball das Finale, in dem er jedoch Konstantin Stepanow mit 5:9 unterlag.

### Mannschaft
Mit der russischen Schülernationalmannschaft wurde Seroschtan 2009 und 2010 EM-Dritter und 2011 nach einer Finalniederlage gegen Deutschland Vizeeuropameister. 2012 wurde er mit der Juniorenmannschaft, erneut im Finale gegen Deutschland, Vizeeuropameister.
Bei der Team-Weltmeisterschaft war Seroschtan 2014 Teil der russischen Mannschaft und erreichte mit ihr das Achtelfinale. 2016 wurde er mit der russischen Nationalmannschaft nach einer Finalniederlage gegen Deutschland Vizeeuropameister, blieb jedoch bei dem Turnier ohne Einsatz.

## Erfolge
- 9-Ball-Junioreneuropameister: 2013

## Familie
Seine jüngere Schwester Natalja Seroschtan ist ebenfalls Poolbillardspielerin. Sie wurde 2012 Europameisterin im 8-Ball.